# Sân bay Tommanggong
Sân bay Tommanggong (IATA: TMG, ICAO: WBKM) là một sân bay ở Tommanggong ở bang Sabah của Malaysia. Sân bay này có 1 đường băng dài 2198 m bề mặt bằng sỏi.

## Các hãng hàng không
FlyAsianXpress đã từng cung cấp dịch vụ bay nối sân bay Tommanggong và Sandakan. Sau đó, hãng MASwings tiếp quản tuyến bay này rồi dừng cung cấp dịch vụ bay theo lịch trình trên tuyến Sandakan-Tommanggong, do đó hiện không có tuyến bay thương mại theo lịch trình ở sân bay này.

### Các hãng hàng không đã hoạt động ở đây
- AirAsia[3]
  - FlyAsianXpress (Sandakan) (Operations Ceased)